# Виды туризма

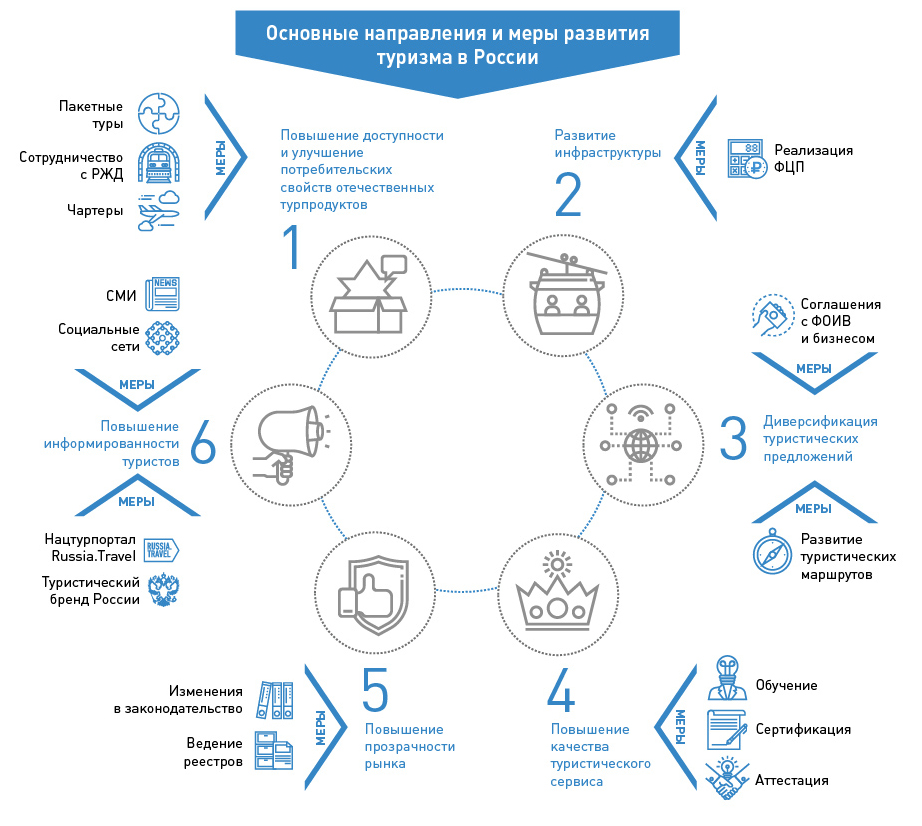
Основные направления и меры развития туризма в России

Туризм, как научное направление и как социально-экономическое явление, систематизируется по однородным признакам или его аспектам. Например, по практическим целям туриста и др. Классификация важна в первую очередь для создания целевых и региональных программ развития видов туризма с учётом специфики территории.
Согласно классификации американского учёного В. Смита, которая опирается на цели и основные мотивы путешествия различают туризм: этнический, культурный, исторический, экологический, рекреационный, деловой. Однако, если учитывать эволюцию туризма, то классификация туристской деятельности может быть многоуровневой и включать основные критерии:
1. Цель поездки ➤
2. Форма организации ➤
3. Возрастная категория ➤
4. Численность путешествующих ➤
5. Продолжительность путешествия ➤
6. Интенсивность туристического потока ➤
7. Используемые транспортные средства ➤
8. Источники финансирования ➤

Строго говоря, понятие «туризм» охватывает любое перемещение человека, не связанное с переездом на новое постоянное место жительство или выход на постоянную работу.

## По отношению к территории
Согласно классификации ЮНВТО, по отношению к определённой территории для статистики определили основные формы туризма:
- Внутренний (англ. Domestic tourism) — путешествия граждан в пределах своей страны.
- Въездной (англ. Inbound tourism) — путешествия нерезидентов внутри границ какой-либо страны.
- Выездной (англ. Outbound tourism) — путешествия граждан за пределами своей страны.

Эти три основные формы туризма могут комбинироваться образуя следующие виды или категории:
- Локальный (англ. Internal tourism) — объединяет внутренний и въездной туризм;
- Национальный (англ. National tourism) — включает внутренний и выездной туризм;
- Международный (англ. International tourism) — учитывает въездной и выездной туризм.

В федеральном законе «Об основах туристической деятельности в РФ» от 24 ноября 1996 года даются определения некоторых видов туризма:
- Внутренний туризм — туризм в пределах территории Российской Федерации лиц, постоянно проживающих в Российской Федерации;
- Туризм выездной — туризм лиц, постоянно проживающих в Российской Федерации, в другую страну;
- Туризм въездной — туризм в пределах территории Российской Федерации лиц, не проживающих постоянно в Российской Федерации;
- Туризм международный — туризм выездной или въездной;
- Туризм социальный — туризм, полностью или частично осуществляемый за счёт бюджетных средств, средств государственных внебюджетных фондов (в том числе средств, выделяемых в рамках государственной социальной помощи), а также средств работодателей;
- Туризм самодеятельный ➤ — туризм, организуемый туристами самостоятельно.

## По цели поездки
Основной критерий, который влияет на вид туристического обслуживания, который может определён как (английские термины приводятся согласно классификации ЮНВТО):
- Познавательный или культурно-развлекательный туризм ➤ (англ. Cultural Tourism, часто совмещён с отдыхом)
  - Музейный туризм (например, единый музейный билет)[10]
- Деловой ➤ (англ. Business Tourism, кроме дипломатических работников, связан с индустрией деловых мероприятий и встреч)
- Этнический (в том числе встречи с родственниками, знакомство с родиной предков и др.)
- Религиозный (англ. Religious Tourism, паломнический — один из самых древних видов путешествия)
- Спортивный (англ. Sports Tourism) ➤
- Рекреационный ➤ (англ. Health Tourism, с целью отдыха или отпускной)
- Учебный и образовательный (повышение квалификации от 15 дней до 3-х месяцев), (англ. Education Tourism)
- Экзотический (знакомство с климатом; национальными обычаями и кухней англ. Gastronomy Tourism; архитектурой и т. п.)
- Экологический (англ. Ecotourism, например, на территории, отмеченные специальным флагом) включает экотуризм[11]:
  - в границах особо охраняемых природных территорий (акваторий)
  - вне границ особо охраняемых природных территорий (акваторий)
- Транзитный (авиапассажиры и путешественники через третью страну англ. Transit passengers not entering the economic and legal territory[12])
- Сельский (англ. Rural Tourism, агротуризм, в отличие от индустриального туризма ➤ (англ. Urban/City Tourism))
- Приключенческий (англ. Adventure Tourism) ➤
- Лечебно-оздоровительный туризм ➤ (англ. Medical Tourism и англ. Wellness Tourism, кратко- и долгосрочный более 7 суток)
  - Водный (англ. Coastal, Maritime and Inland Water Tourism)
    - Круизный туризм[13][14]

  - Горный (англ. Mountain Tourism)
  - Лыжный
- Космический
- Событийный ➤ (олимпиады и др.)
- Научный ➤

## По форме организации

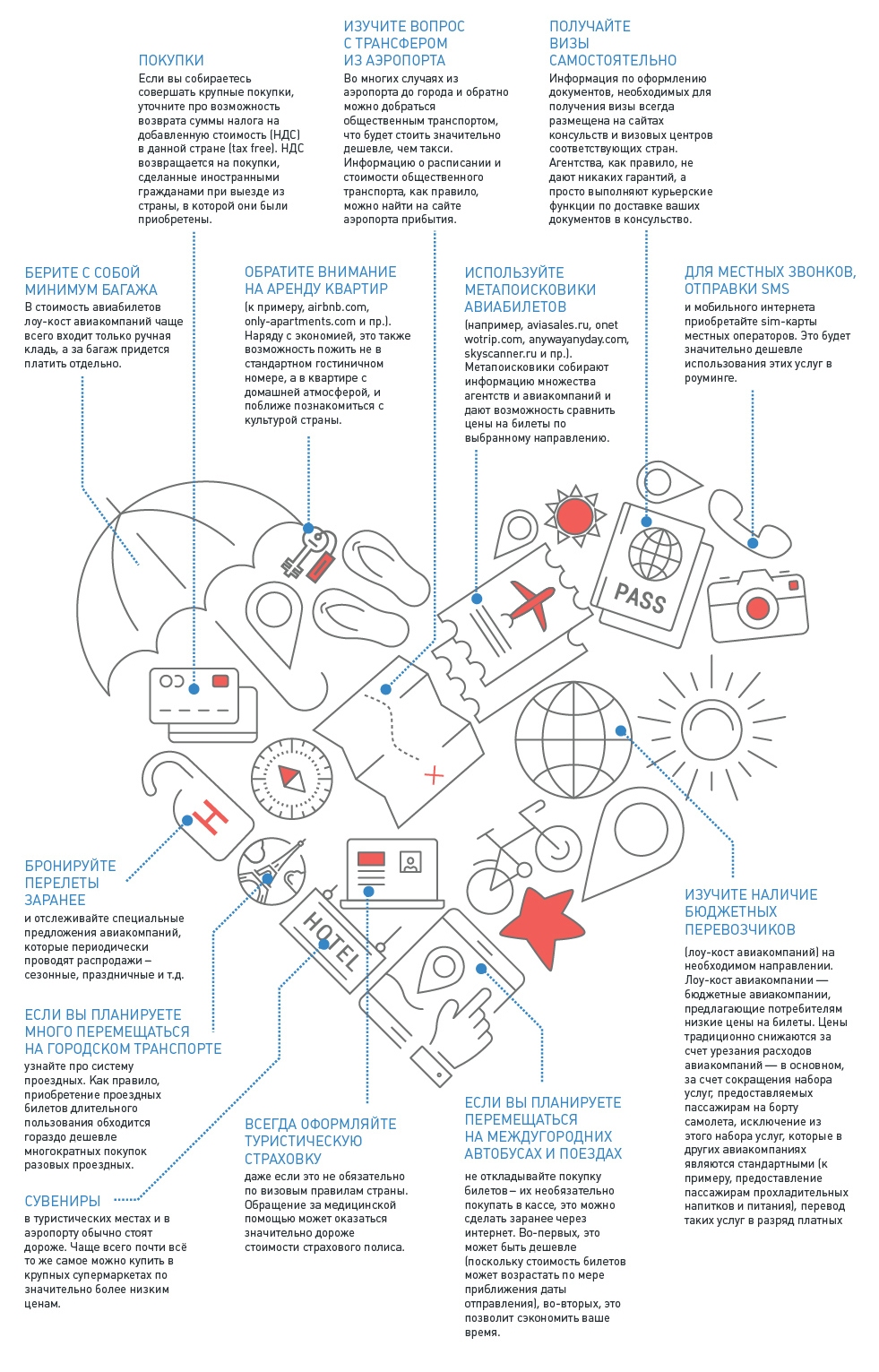
Рекомендации для планирования самостоятельных путешествий

По форме организации туризм выделяют следующие виды туризма:
- Организованный (заранее разработанный профессиональной организацией — регулятором, туроператором, турфимой и т. п.)
- Неорганизованный (заранее разработанный лично путешественниками)
- Самостоятельный туризм (на добровольной любительской основе, подготовленные туристскими клубами, союзами, туристско-спортивными организациями). Основные формы:
  - Походы
  - Экспедиции
  - Туристский слёт
  - Туристско-спортивное соревнование

## По возрастно-социальному признаку
Согласно документам ЮНВТО предложена следующая возрастная градация:
- Детский туризм (дети путешествуют с родителями, до 15 лет)
- Юношеский туризм (молодёжь, 15—24 года)
- Молодёжный туризм (экономически активные молодые туристы 25—44 года, часто с детьми)
- Взрослый туризм (экономически активные туристы среднего возраста 45—64 года, обычно без детей)
- Семейный туризм (туристы старшего возраста от 65 лет или пенсионеры)

## По численности
По численности путешествующих определены следующие виды туризма:
- Индивидуальный
- Семейный
- Групповой

## По продолжительности
По продолжительности путешествия туризм разделяют на следующие периоды:
- Краткосрочный (5—7 дней)
- Среднесрочный (до одного месяца)
- Долгосрочный (более одного месяца)

## По интенсивности
По интенсивности туристического потока выделяют характер туризма:
- постоянный (стабильные показатели в течение всего года)
- сезонный (односезонный, двухсезонный, межсезонный и другие)

## По использованию транспортных средств

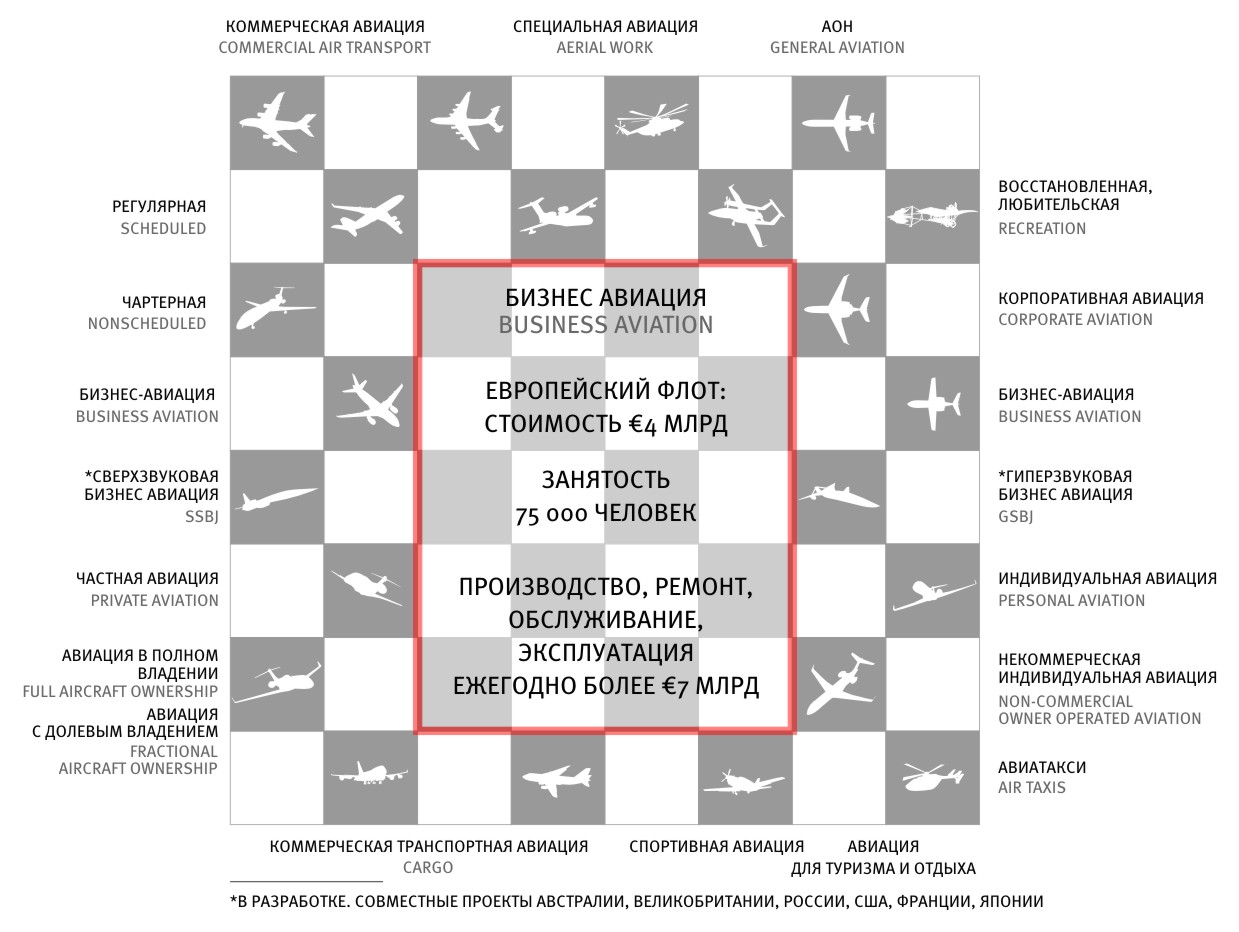
Структура гражданской авиации (2008)

Согласно стандартной классификации туризма Всемирной туристической организации по видам транспорта для путешествующих различают:
- авиационный (англ. Air, приоритетный для удалённых территорий)
  - регулярные рейсы (англ. Scheduled flight)
  - чартерные рейсы (англ. Unscheduled flight)
  - частной авиации (англ. Private aircraft)
  - другие виды авиационного (англ. Other modes of air transport) и воздушного транспорта (в т. ч. дирижабли, воздушные шары, дельтапланы и т. п.)
- водный (англ. Water) или теплоходный (для стран, имеющих выход к водным пространствам), делится на речной и морской виды, каждый из них в свою очередь может разделяться по видам водного транспорта:
  - пассажирские линии и паромы (англ. Passenger line and ferry)
  - круизные суда (англ. Cruise ship)
  - яхты (англ. Yacht)
  - другие виды водного транспорта (англ. Other modes of water transport)
- наземный (англ. Land)
  - железнодорожный (англ. Railway)
  - автомобильный (англ. Road)
    - автобусный и общественный (англ. Motor coach or bus and other public road transportation)
    - на собственных автомобилях (англ. Owned private vehicle (with capacity for up to 8 persons))
    - на арендованных с водителем (англ. Vehicle rental with driver, взятых на прокат, например такси, лимузины и т. п. (англ. Taxis, limousines and rental of private motor vehicles with driver), или для перевозки людей с животными (англ. Rental of man or animal drawn vehicles))
    - на арендованных без водителя (англ. Rented vehicle without operator (with capacity for up to 8 persons))
    - велосипедный, мотоциклетный, конный и на других видах транспорта (англ. Other modes of land transport: horseback, bicycle, motorcycle, etc)
    - пешеходный (англ. On foot, в основном внутренний туризм)

## По источникам финансирования
Выделяют два вида туризма в зависимости от источников финансирования:
- Коммерческий (за счёт собственных средств или средств работодателя)
- Социальный (за счёт государственных средств, благотворительный)

На долю социального туризма в СССР (осуществлялся преимущественно профсоюзами) приходилось почти 80 % советского национального туризма и 50 % международного туристического обмена. Благодаря государственной поддержке расходы на отдых у советских граждан не превышали 7 % семейного бюджета, а определённые категории населения имели возможность отдыхать бесплатно.

## По типу турпродукта

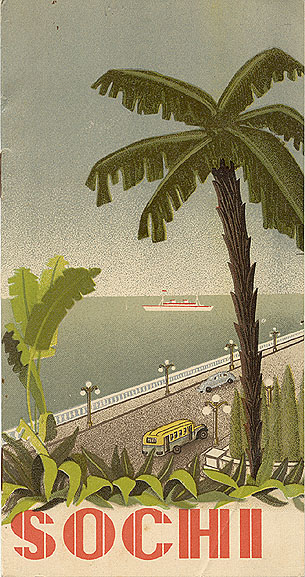
Изданние «Сочи» на английском языке с экскурсионными турами, турами на лечение и морскими круизами Государственной компании «Интурист» (1937 год)

Классификация сервиса (турпродукта) согласно ЮНВТО, предоставляемого путешественнику, тесно связано с туристской инфраструктурой, такой как:
- размещения (англ. Accommodation for visitors)
- питания (англ. Food and beverage serving activities, англ. Food and drink)
- досуга и развлечений (англ. Recreation, culture and sporting activities)
- транспортно-коммуникационная (англ. Local and International transport, англ. Passenger transport (Railway; Road; Water; Air) and Transport equipment rental)
- специализированная (системы бронирования; для реализации товаров и услуг, не связанных напрямую с туризмом (шоппинг): продажа сувениров, страхования и т. п.)

«Интурист» определял десять основных видов туризма, как отражающие туристическое обслуживание иностранных туристов в СССР:
1. Экскурсионные (стандартные) туры (самый распространённый вид иностранного туризма в СССР, включая этнический туризм как посещение родных мест — более 50 %)
2. Автотуры (наиболее массовый вид туризма в СССР на транспортных средствах индивидуального и группового использования; протяжённость автомаршрутов в СССР — более 10 000 км)
3. Круизные поездки (морские и речные)
4. Поездка с целью отдыха (отдых на берегу моря или других живописных местах от 14 и более дней, сравнительно дешёвые)
5. Тур на лечение (для иностранных туристов в СССР начали развивать с 1965 года поездки на курорты Кавказских Минеральных Вод, Сочи-Мацеста, Боржоми, Цхалтубо, Одессы, Ялты)
6. Тур «охота» (с 1965 года для иностранных туристов в охотохозяйствах СССР)
7. Транзитные поездки (пересадочное время из стран Европы в Азию и обратно)
8. Школьные туры
9. Международные фестивали
10. Конгрессные туры

## По тематике события
Событийный туризм можно классифицировать по масштабу (местный/региональный → национальный → международный → всемирный/глобальный) и по тематике:
- Национальные фестивали и праздники
- Театрализованные шоу
- Фестивали кино и театра
- Гастрономические фестивали
- Фестивали и выставки цветов
- Модные показы
- Аукционы
- Фестивали музыки и музыкальные конкурсы
- Спортивные события
  - «Олимпийский» туризм
- Международные технические салоны

## По идейной составляющей
С конца 1920-х годов в СССР была сформирована идейная составляющая видов туризма:
- Пролетарский (например, с задачами Общества пролетарского туризма и экскурсий) — идея массового туризма, в том числе на дальние расстояния
- Буржуазный (избранный, например, частично деятельность Российского общества туристов)
- Демократический (свободное пребывание среди природы, было наиболее популярно у американских туристов)

## Культурный туризм
Культурный туризм — это тот, который среди прочих целей имеет цель ознакомления с памятниками и достопримечательными местами.
Культурный туризм как вид путешествий включает культурные элементы, отличающиеся от культурной среды места постоянного проживания человека. Классификация:
- По типу достопримечательностей
  - Исторический
  - Архитектурный
  - Парков культуры
  - Городской среды
  - Музыкальных и танцевальных фестивалей
  - Искусств и литературы
- По значимости культурной составляющей
  - Профессиональный (основан на деловых контактах работников культуры)
  - Специализированный (целенаправленное знакомство с объектом исследования)
  - Неспециализированный (потребление культурных благ с целью познания)
  - Сопутствующий (как дополнительный к другим целям туриста)
- По использованию культурных ресурсов
  - Туризм наследия (Культурно-исторический)
  - Обзорный (Культурно-ознакомительный или экскурсионный)
  - Арт-туризм (интерес к процессам в художественном творчестве)
  - Событийный культурный
  - Креативный культурный (интерес к собственному творческому и духовному развитию)
  - Экокультурный (формирование нового культурного опыта, например, пребывание в местной семье и другие)
  - Туризм впечатлений (погружение в определённые обстоятельства культуры места и времени)
  - Тематический (сформированный вокруг одной темы)

Например, в СССР в 1946 году экскурсии для туристов проводились по 50 темам, в 1949 году — по 332 темам. Их тематика развивалась по следующим направлениям (общеобразовательным и специальным, разрабатываемым туристскими организациями профсоюзов):
- историко—революционная;
- героико—патриотическая;
- военно—историческая;
- историко—архивная;
- естественно-историческая;
- по социальной реконструкции городов;
- искусствоведческая (литературоведение, театроведение, изобразительное искусство);
- географическая;
- геологическая (в том числе поиск полезных ископаемых);
- археологическая;
- биологическая;
- агротехническая (например: изыскание и сбор каучконосных растений[32], подготовка и проведение уборочной компании[33]);
- производственно—бытовая;
- по переустройству деревни.

За 1970 годы количество тем экскурсий возросло с 5 000 до 18 000, среди них:
- военно-патриотические;
- литературные;
- природоведческие;
- производственно-экономические и другие.

## Деловой туризм
Индустрия деловых встреч или MICE-индустрия (также конгрессный туризм) как самостоятельный вид туризма с целью решения профессиональных задач имеет следующую структуру:
- Индивидуальные деловые туры
- Встречи
  - Конгрессы (встречи делегатов из одной отрасли или вовлечённых в общее исследование)
  - Конференции (широкий обмен мнениями)
  - Саммиты (с участием высоких должностных лиц, например, главы государства)
  - Съезд (встречи людей, имеющие общие цели)
  - Симпозиумы (например, обсуждение общих тем специалистами смежных наук)
  - Семинары (лекции с обменом мнениями)
- Поездки на выставки и торговые ярмарки
- Инсентив-туры (поощрительный туризм)
  - Поощрительные программы
  - Мотивационные программы
  - Построение команды (англ. Team building)

Согласно аналитическим данным Всемирного совета по туризму и путешествиям (WTTC), в 2016 году на деловые поездки по всему миру было израсходовано 1,2 трлн долл. США, что составляет почти четверть (23 %) от общего объёма расходов на поездки и туризм. По прогнозу WTTC к 2027 году расходы на корпоративные поездки в Азиатско-Тихоокеанском регионе достигнут уровня US$645 млрд, что вдвое превысит
цифру US$334 миллиарда 2017 года, а к 2020 в России объём рынка делового туризма составит 18,4 млрд долл. США. при сохранении ежегодного роста на 5,9 %. В 2016 году вклад индустрии делового туризма в ВВП ведущих стран мира составлял около 1,5 %, в России — не более 0,3 %, при этом вклад конгрессно-выставочной деятельности — 0,05 %. В рамках российской ассоциации «Турпомощь» для развития делового туризма в 2017 году создана Рабочая группа по деловому туризму, а в ноябре 2017 года при поддержке Правительства Российской Федерации — Ассоциация «Национальное конгресс-бюро» (АНКБ).

## Индустриальный туризм

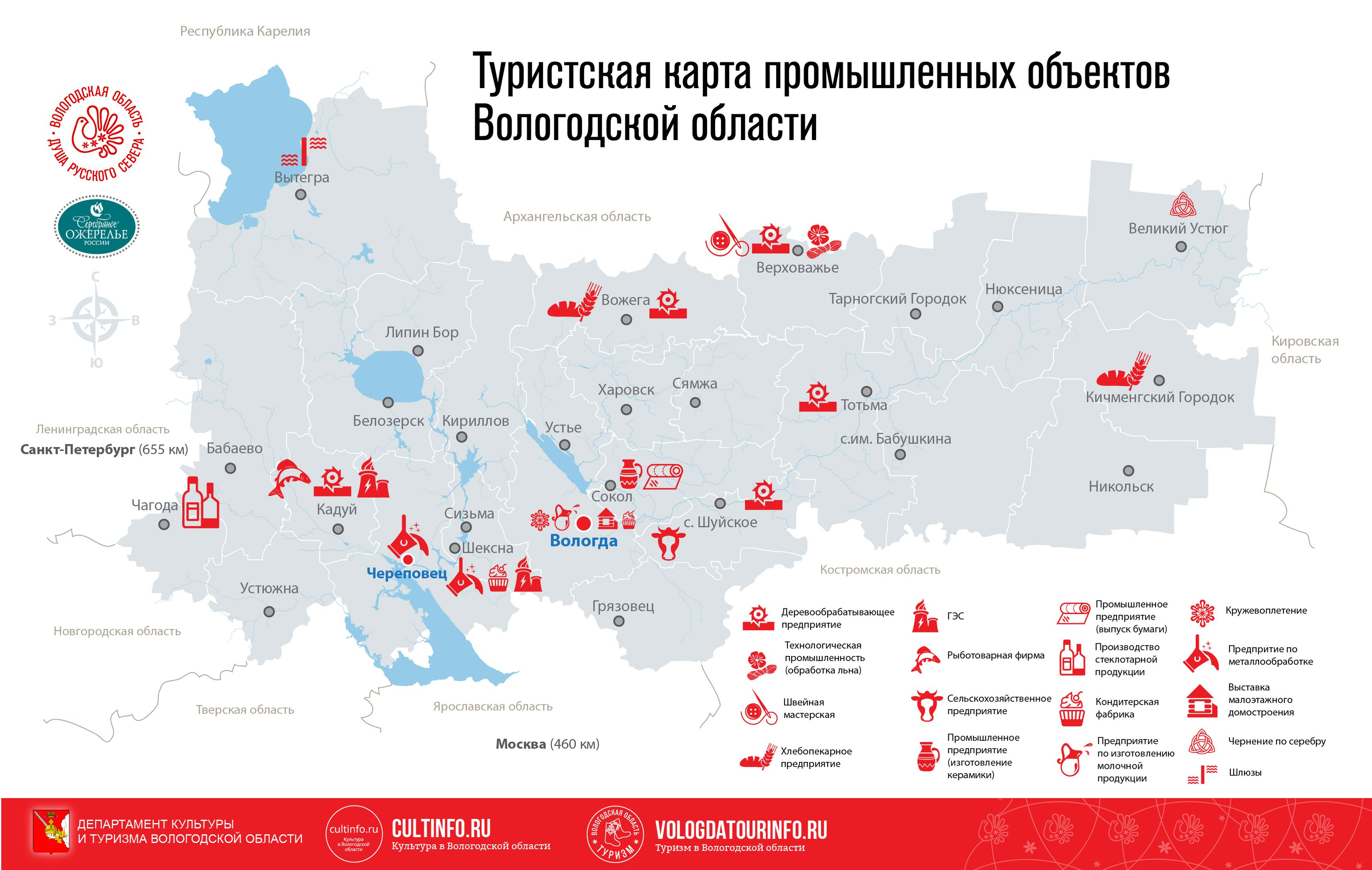
Туристская карта промышленных объектов Вологодской области

Индустриальный туризм (англ. Urban/City Tourism, англ. Urban Exploration) — направление туризма которое занимается организацией экскурсий на промышленные территории, труднодоступные инженерные сооружения, на посещение которых необходимо получение специальных разрешений или заброшенные исторические промобъекты. Этот вид путешествий тесно связан с индустриальной археологией. В начале 1930-х годов Государственное экскурсионное акционерное Общество «Советский Турист» выпускало листовки с маршрутами производственных экскурсий: по металлопромышленности (чёрная металлургия, цветная металлургия, электропромышленность, машиностроение); по горной (каменоугольной, медно-рудной, соляной, нефтяной); химической (основная, спичечная, фарфоровая); шёлковой, шерстяной, хлопчато-бумажной и других промышленностей с целью обмена опытом работников предприятий. Виды современного индустриального туризма:
- Урбанизм (интерес к городским пейзажам, его элементам: линиям электропередач, железнодорожных развязок, дорожных знаков, архитектуре в стиле конструктивизма и др.)
- Промышленный туризм (организованные экскурсии на действующие объекты промышленности)
- Руфинг (в том числе проведение официальных мероприятий на специально оборудованных крышах зданий)
- Инфильтрация (люди, проникающие на закрытые территории без специального разрешения могут преследоваться по закону)
- Посещение заброшенных объектов («городов-призраков» и т. п.)
- Диггерство (официальные организации, например, «ДиггерСпас» занимаются выявлением аварийных сооружений; нелегальное проникновение на подземные сооружения преследуется по закону)

В 2017 году был учреждён Совет по развитию промышленного туризма в Российской Федерации. В результате работы Совета в 2018 году была представлена концепция «Карты промышленного туризма Российской Федерации». Среди лидеров промышленного туризма в России — Урал, Удмуртская Республика, Волгоградская и Вологодская области и др. территории и регионы.

## Научный туризм
Участие в археологических раскопках, наблюдение за миграциями и изменением популяций животных и другие виды научных занятий определяют научный туризм, который состоит как из экспедиционных научных туров, так и самостоятельных научных поездок. В зависимости от степени этого участия подразделяется на:
- Ознакомительный;
- Вспомогательное участие (вовлечение в научные работы);
- Самостоятельное исследование туристов;
- Научно-технический (например, как дополнение школьных и вузовских программ, личное участие в производственном процессе, возможно предоставление специального снаряжения);
- Научно-экспедиционный (путешествия к объектам исследования, морской научный (например, на дне российского сектора Финского залива и Ладожского озера выявлено почти 6000 затонувших кораблей, судов и самолётов[52]), арктический[53][54] и т. п.).

## Рекреационный туризм

### Структура рекреационного туризма

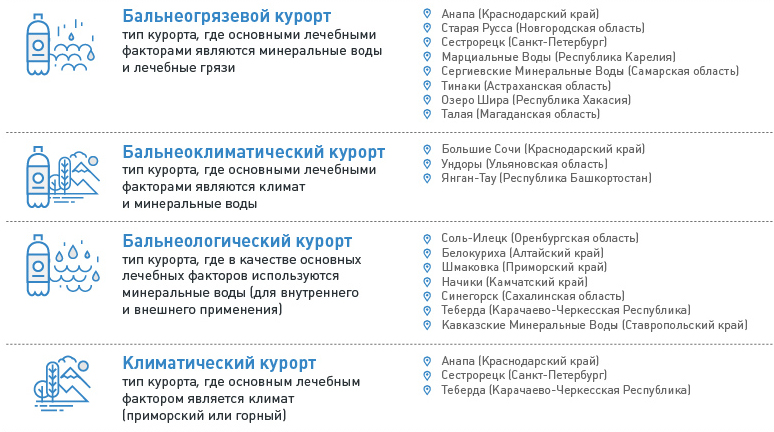
Основные виды курортов в России

Туристско-рекреационный потенциал имеет две базовые составляющие:
- Туристско-рекреационные ресурсы
- Туристская инфраструктура ➤

## Лечебно-оздоровительный туризм
Лечебно-оздоровительный туризм (термин является дискуссионным) условно можно отнести к специализированным видам туризма, который объединяет:
- Оздоровительный отдых — пребывание на курортах практически здоровых лиц, которые не нуждаются в специальном медицинском уходе, врачебном наблюдении и лечении.
- Лечебный туризм — временный выезд с постоянного места жительства в лечебных и оздоровительных целях на курорты, территории, которые пригодны для организации профилактики, лечения и реабилитации заболеваний (курортное дело[57]).

### Курортно-оздоровительный туризм
Путешествия с целью лечения изучает санаторно-курортный туризм и объединяет усилия врачей, химиков, геологов, климатологов, горных инженеров и гидрогеологов в изучении лечебных местностей. Виды российских курортов:
- Бальнеогрязевой
- Бальнеоклиматический
- Бальнеологический
- Климатический

К началу XX века в России насчитывалось 36 курортов, объединяющих 60 санаториев, общей ёмкостью около 3000 мест, а также несколько кумысолечебниц. К 1940-му году СССР располагал 3600 санаториями и учреждениями отдыха на 470 000 мест. К началу 1990-х годов санаторно-курортный комплекс страны составлял 7431 предприятие, обладавшие 1 млн 239 тыс. мест. Примеры курортных регионов в России: Кавказские Минеральные Воды, Алтайские минеральные воды, минеральные воды Новгородской области, Карельские минеральные воды, Минеральные воды Краснодарского края, Самарские минеральные воды, источники Кабардино-Балкарии, курорт за полярным кругом, минеральные воды Волгоградской области, минеральные воды Челябинской области, Башкирские минеральные воды. Перечень из 26 курортов, курортных регионов и лечебно-оздоровительных местностей федерального значения опубликован в Федеральной целевой программе «Развитие курортов федерального значения».

## Спортивный туризм
Спортивный туризм или спортивно-оздоровительный туризм (СОТ) — как вид спорта и как любительский вид физической культуры и спорта имеет разработанную научно-методологическую базу («Единая спортивная классификация туристических маршрутов», «Правила организации и проведения соревнований туристических маршрутов», сборники «Категоризированных препятствий и маршрутов» для различных регионов мира). К спортивному туризму относят без ограничений по возрасту:
- Часть самодеятельного туризма (в отличие от планового, коммерческого), регулируемого специальными правилами, разрядными нормами и требованиями. Носит массовый и организованный характер
- Школьный спортивный
- Детский спортивный

Направления спортивного туризма, как дочерние виды спорта:
- Спортивное ориентирование (соревнования по закрытому маршруту с поиском контрольных пунктов)
- Рафтинг (сплав на надувных судах, плотах)
- Гребной слалом
- Туристское многоборье или Дистанция (дистанции по технике туризма, преодоление препятствий на туристских маршрутах)

### Самодеятельный туризм
Этот вид туризма предполагает полное самообслуживание туристов и самостоятельные принятия решений по всем вопросам, связанным с путешествием. Являлся составной частью всесоюзного физкультурного комплекса «Готов к труду и обороне СССР». Согласно «Единой всесоюзной спортивной классификации путешествия» делились на несколько видов, наиболее массовые:
| Показатели                             | Категории сложности | Категории сложности | Категории сложности |
| Показатели                             | I                   | II                  | III                 |
| Продолжительность в днях (не менее)    | 6                   | 8                   | 10                  |
| Протяжённость походов в км (не менее): |                     |                     |                     |
| пешеходных                             | 130                 | 160                 | 190                 |
| лыжных                                 | 130                 | 160                 | 200                 |
| горных                                 | 100                 | 120                 | 140                 |
| водных (на плотах и гребных судах)     | 150                 | 175                 | 200                 |

## Приключенческий туризм
Приключенческий туризм (англ. Adventure travel) связан с организацией нестандартных туров, например, посещение действующих вулканов, островов, водопадов, пещер, мест катастроф и другое, а также сафари (охота, рыбалка, фотоохота и другое), рафтинг, кругосветные плавания (яхтинг), спелеотуризм и включает ряд разновидностей:
- Катастрофический туризм (англ. Disaster tourism) в зоны природных (стихийных) бедствий и техногенных катастроф (в составе спасательных отрядов).
- Этнический туризм (англ. Ethno tourism) — не с научной целью.
- Ностальгический туризм
- Гетто-туризм (англ. Ghetto tourism, англ. Slum tourism) — посещение городских трущобных районов мегаполисов, например, фавельный (порт. favela — трущоба) туризм в Латинской Америке.
- Джунглевый туризм (англ. Jungle tourism) — посещение регионов тропических лесов (может рассматриваться как компонент зелёного или экотуризма).
- Сухопутные путешествия (англ. Overlanding) — долговременные путешествия до нескольких месяцев по примеру Марко Поло, Афанасия Никитина и другое. на переоборудованных грузовиках, автобусах и другом транспорте. Примеры: Транссиб, Великий шёлковый путь и другое).
- Мрачный, чёрный или тёмный туризм (англ. Dark tourism) — посещение кладбищ и захоронений, например Освенцим.
- Экстремальный (англ. Extreme tourism) или шоковый (англ. Shock tourism), добровольный отказ от части технических приспособлений, помогающих выжить). Путешествие в опасные места: горы, джунгли, пустыни, пещеры, каньоны или участие в опасных событиях, посещение опасных стран или территорий, где ведутся военные действия.
  - Акулий туризм[англ.] (англ. Shark tourism) — форма экологического туризма для привлечения внимания с целью сохранения акул (наблюдение в погружаемых в воду клетках и открытых водах).
  - Бейсджампинг (англ. BASE jumping) — прыжки с парашютом типа «крыло» с фиксированных объектов: зданий (англ. building), антенн (англ. antennas), перекрытий (англ. spans) и мостов (англ. bridges), земли (англ. earth) и скал (англ. cliffs).
  - Банджи-джампинг (тарзанка, англ. Bungee jumping) — аттракцион.
  - Каякинг.
  - Кайтинг — скольжение по воде с помощью парашюта.
  - Джетбоатинг — плавание на скоростной лодке по узким рекам с каменистым дном.
  - Зорбинг — скоростной спуск с горы в шаре и другое.
- Толкин-туризм (англ. Tolkien tourism) — путешествия поклонников книги «Властелин колец» по местам съёмок фильма.